# Shaaban Robert
Shaaban bin Robert, född 1 januari 1909 i Vibamba nära Tanga i nordvästra Tanganyika, död 22 juni 1962 i Tanga, Tanzania, var en tanzanisk poet, författare och essäist som skrev på swahili. Han ses ofta som den främsta swahilispråkiga författaren någonsin, och har kallats "swahilins poet laureate" och "swahilins fader".
Robert började 1934 skriva i traditionell stil, men blev allt eftersom friare i sin diktning samtidigt som han tog upp ämnen som kolonialism och nationalism, och gäller som swahilipoesins stora förnyare. Han har bland annat skrivit versromanerna Kufikirika (1946) och Kusadikika (1951).